# ŽFD Pobeda Skoplje
ŽFD Pobeda (makedonski: ЖФД Победа) bio je sjevernomakedonski nogometni klub iz Skoplja. Osnovan 1921. godine, s radom je prestao 1947. godine.

## Povijest
Pobedu su 5. svibnja 1921. osnovali Aleksandar Atanasović, Andrej Krstić, Aleksandar Ristić i Božidar Simić. Momčad je najprije igrala prijateljske utakmice, a 1928. godine sudjelovala je na prvom natjecanju Skopske oblasti. U sezoni 1929. osvojila je svoj prvi naslov prvaka Skopskog podsaveza (tj. Makedonije).
Početkom Drugog svjetskog rata veći dio područja tadašnje Vardarske banovine okupirale su bugarske trupe. Većina Pobedinih igrača pridružila se klubu Makedonija Skoplje, novoosnovanom klubu bugarskih vlasti, spajanjem 10. kolovoza 1941. nekoliko prethodno postojećih klubova u Skoplju: Pobeda, Gragjanski, SSK, ŻSK i Jug Skoplje.
Nakon završetka Drugog svjetskog rata klub se natječe u Makedonskoj republičkoj ligi. U sezoni 1945./46. klub je osvojio prvenstvo Makedonije i stekao pravo nastupa u narednoj sezoni 1946./47. u Prvoj ligi Jugoslavije u kojoj je završio na osmom mjestu.
Dana 22. srpnja 1947. Pobeda se ujedinila s gradskim klubom Makedonijom i tako formirala FK Vardar.

## Uspjesi
- Skopski loptački podsavez: 1929.
- Makedonska republička nogometna liga: 1946.

## Stadion
Dok je igrala u Skopskom loptačkom podsavezu, Pobeda je koristila stadion SSK.

U sezoni Prve savezne lige koristio je stadion Makedoniju.